# Feniș, Arad
Feniș este un sat în comuna Gurahonț din județul Arad, Crișana, România.

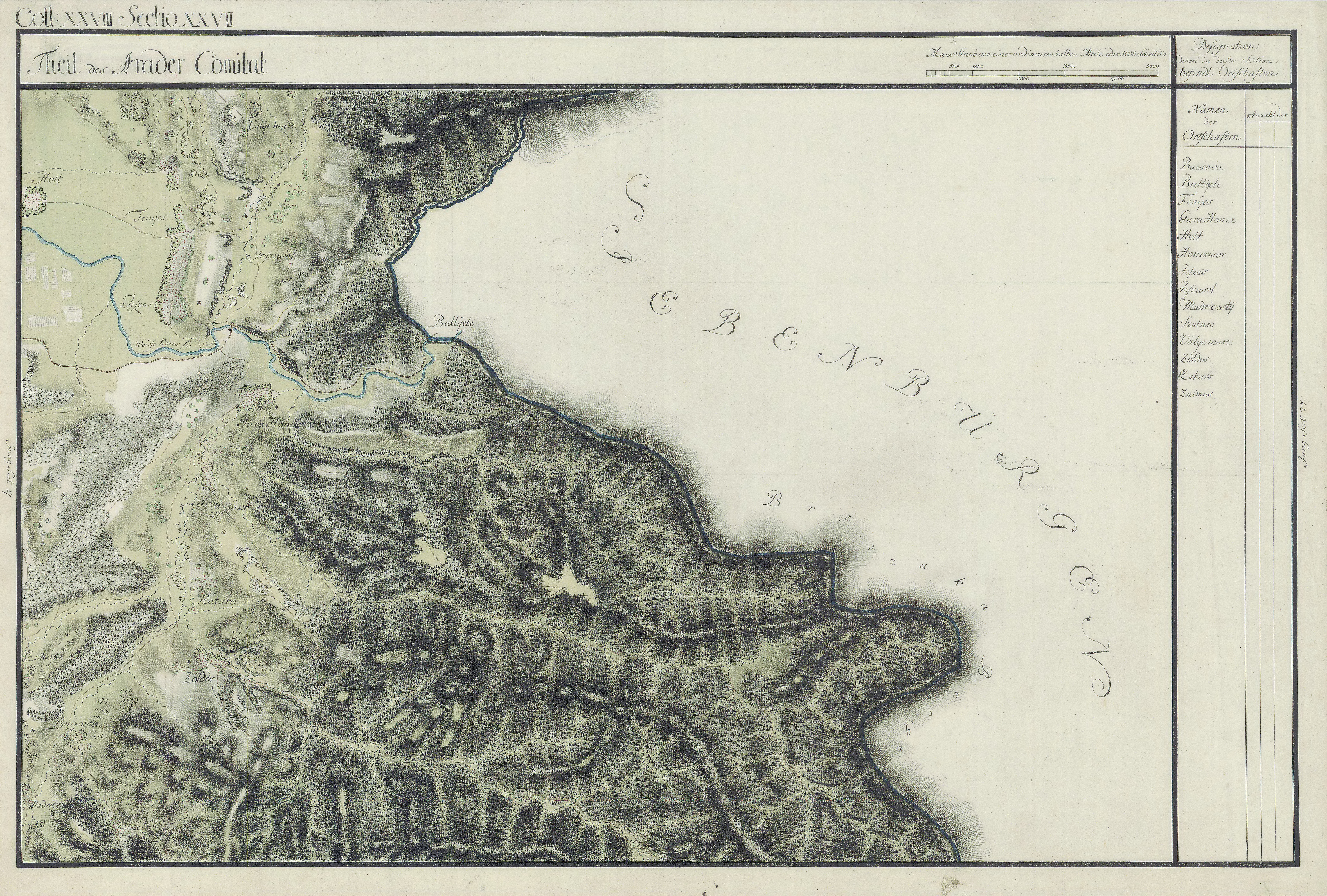
Feniș în Harta Iozefină a Comitatului Bihor, 1782-85